# Frank Foley

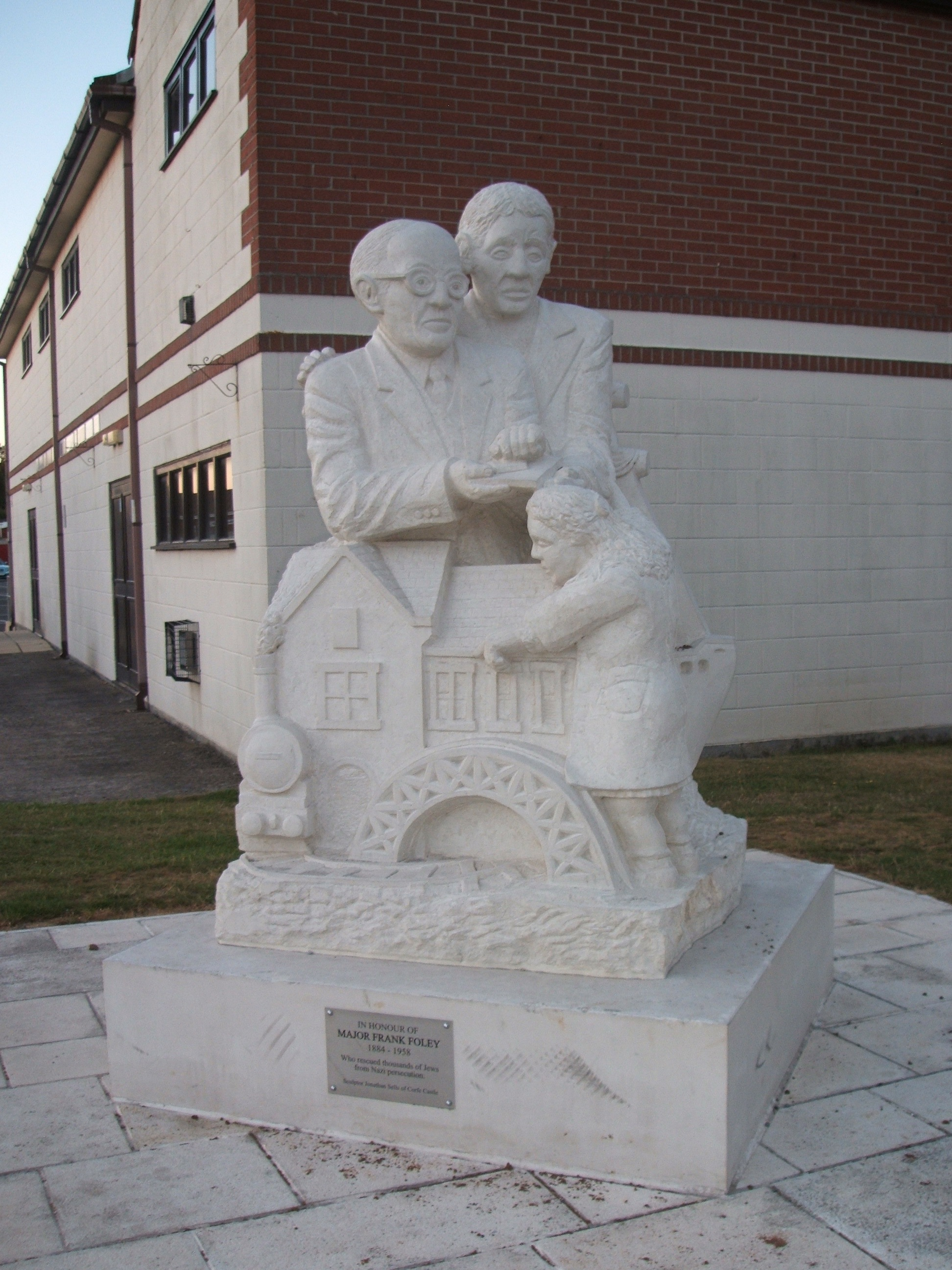
Socha Franka Foleyho v Highbridge, Somerset, Anglie

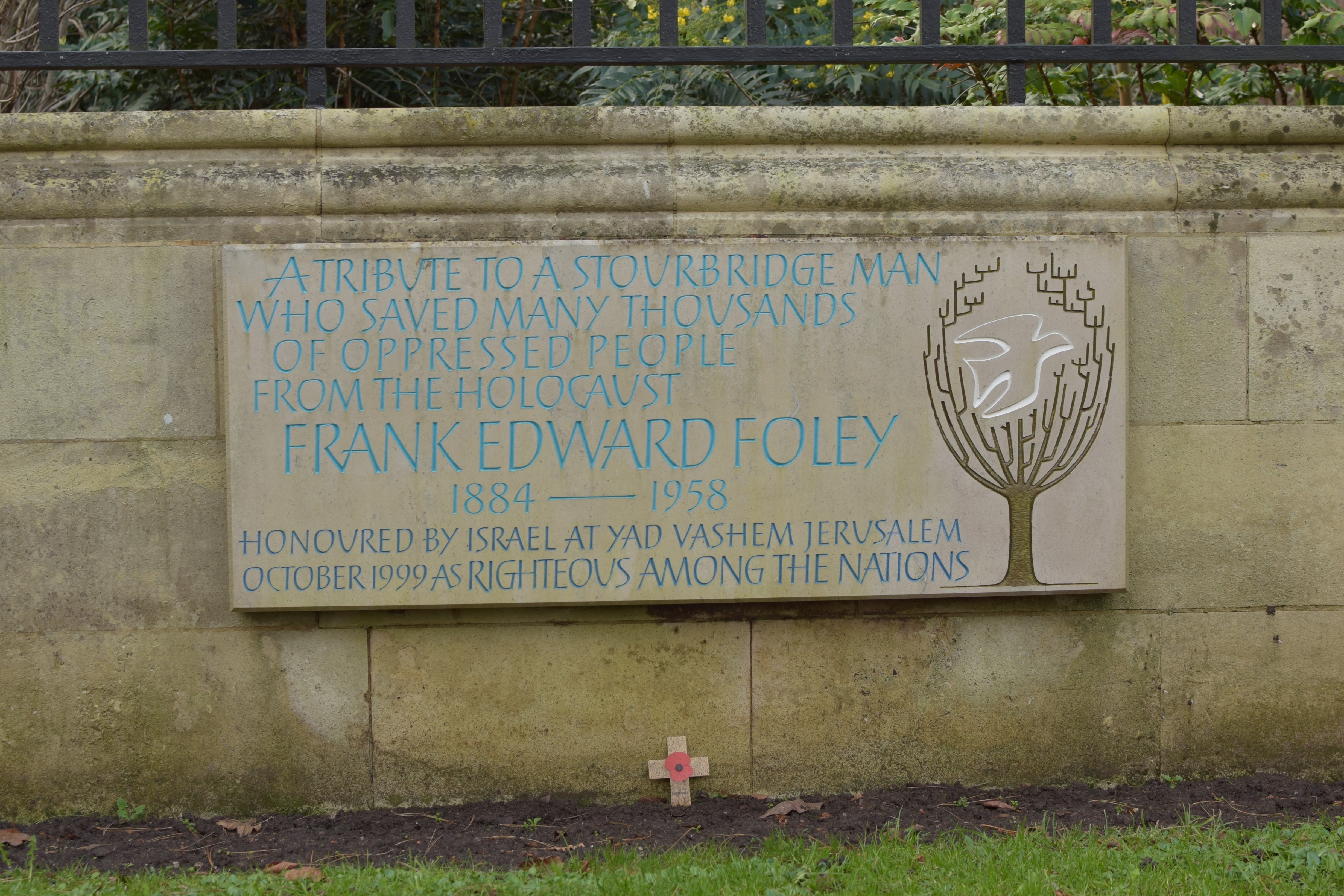
Pamětní deska v Mary Stevens Park (Norton, Stourbridge, Stourbridge, West Midlands, Velká Británie)

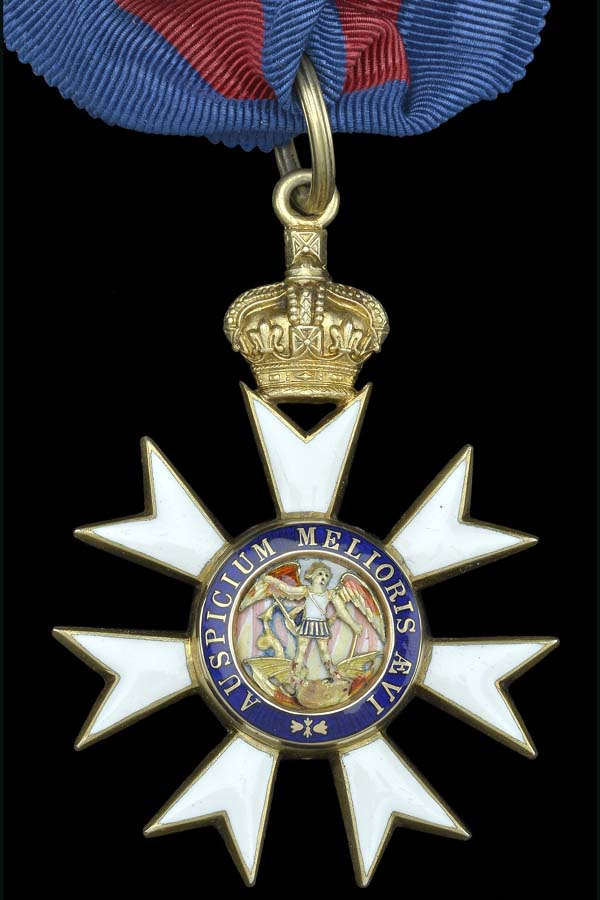
Řád svatého Michala a svatého Jiří (CMG)

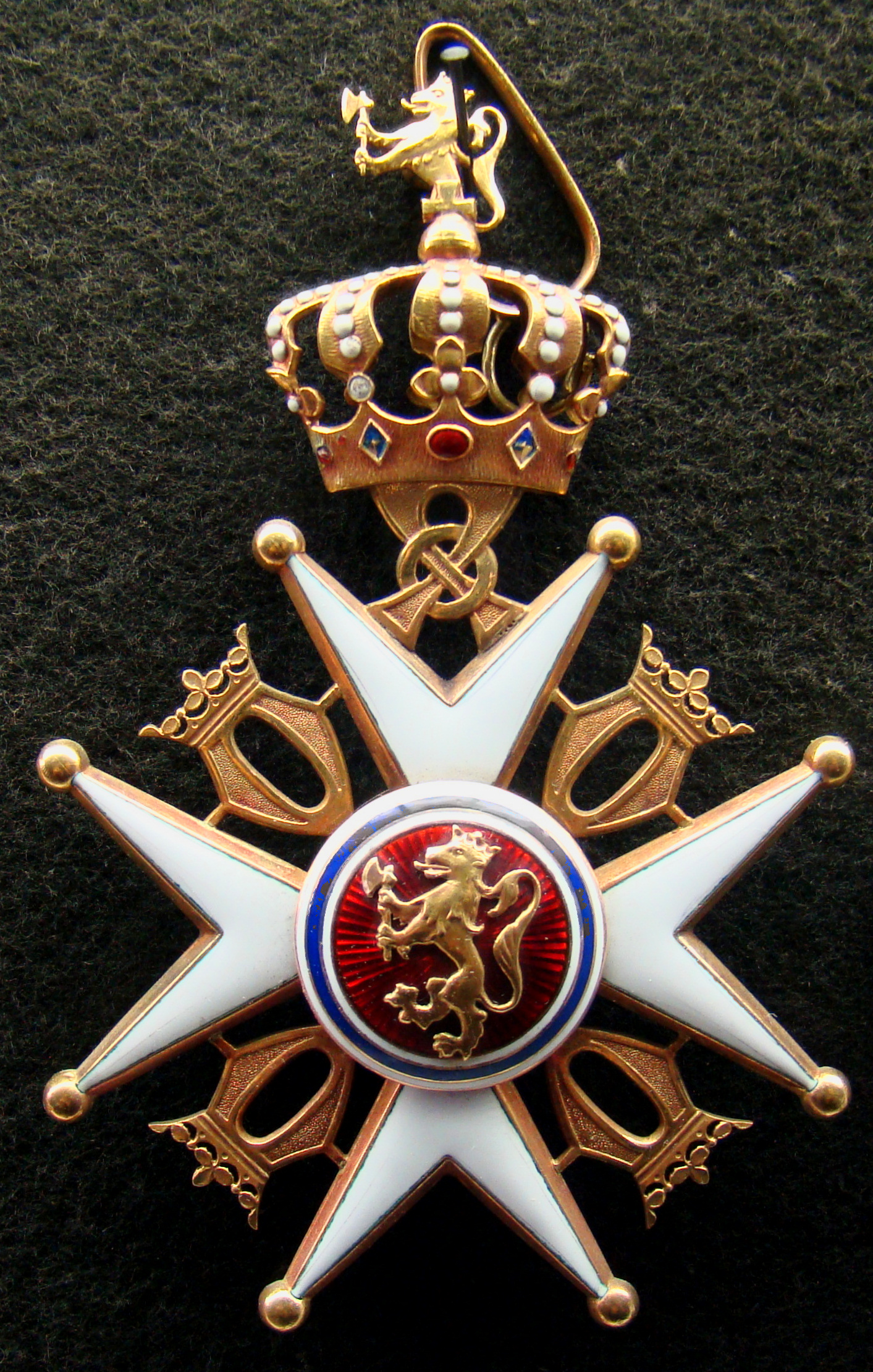
Řád svatého Olafa

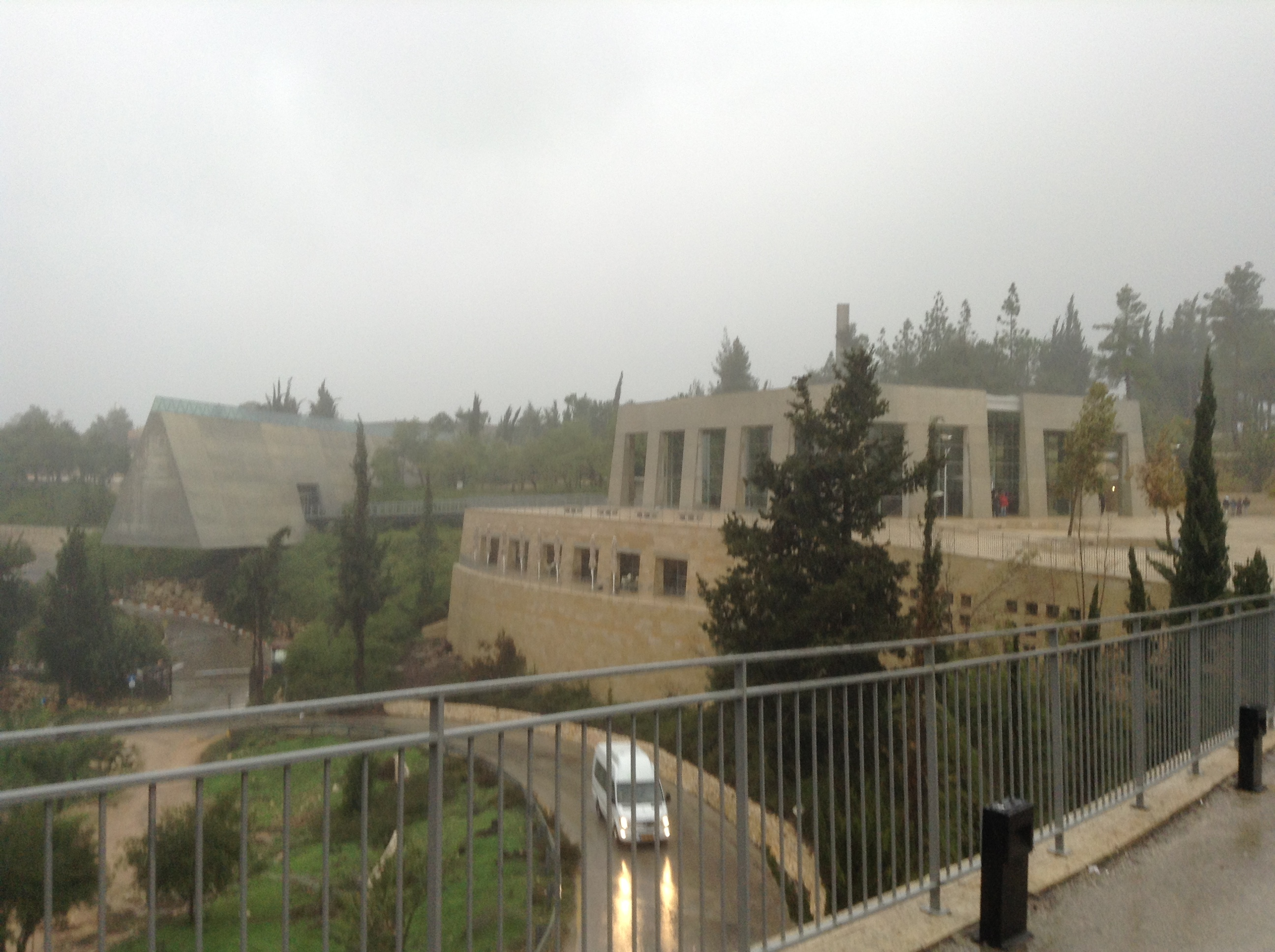
Pohled na Jad Vašem v Jeruzalémě v Izraeli (2014)

Medaile udělovaná Spravedlivým mezi národy

Frank Foley (celým jménem včetně hodnosti a vyznamenání: major Francis "Frank" Edward Foley CMG) (24. listopadu 1884 Highbridge, Somerset, Anglie – 8. května 1958 Stourbridge, Worcestershire, Anglie) byl účastníkem obou světových válek, ale především pak důstojníkem britské tajné zpravodajské služby (SIS, neoficiálně také MI6, Military Intelligence, Section 6; rozvědka).

## Úvodem
Ve 30. letech 20. století působil oficiálně jako úředník pasové kontroly v oddělení pro vydávání víz na britském konzulátu v Berlíně. Jako agent MI6 zde plnil různé výzvědné úkoly, ale především bylo jeho úlohou nevpustit do Anglie žádné tajné agenty nacistického Německa. Kromě toho si „přizpůsobil“ pravidla britského konzulátu pro vydávání víz tak, že víza vydával i těm, kdo nařízené předpisy pro jejich vydání nesplňovali, ale byli v Německu ohroženi, tedy především Židům, kteří se díky těmto dokumentům mohli vystěhovat do tehdejší mandátní Palestiny, kam Britové Židy obecně málo pouštěli. Tímto způsobem pomohl tisícům židovských rodin uprchnout z nacistického Německa především po Křišťálové noci (noc z 9. listopadu 1938 na 10. listopad 1938) a před vypuknutím druhé světové války.
Frank Foley nevykonával svou práci pro svůj osobní zisk; nedělal to pro to, aby jej uznával jeho stát. Mnozí z těch, kteří jím byli zachráněni, nevěděli prakticky nic o tichém, nenápadném, skromném Britovi na konzulátu, jehož důstojnost, soucit a statečnost byly nade vší pochybnost.
Prohlášení špionážní agentury SIS/MI6 (vedoucí MI6 Alex Younger, O Franku Foleyovi, 
Frank Foley je oficiálně uznáván jako britský hrdina holocaustu (odhaduje se, že zachránil asi 10 tisíc osob) a v Izraeli obdržel čestný titul Spravedlivý mezi národy.

## Život

### Mládí, studia, služba v armádě
Frank Foley se narodil jako třetí syn Isabelly a Andrewa Wooda Foleyho. Jeho otec se narodil v Tivertonu (Tiverton, Devon, Anglie), byl povoláním železniční dělník, jeho rodina nejspíše pocházela z města Roscommon v Irsku a její kořeny sahaly až do počátku 18. století. Poté, co Frank Foley navštěvoval místní školy v hrabství Somerset, získal stipendium na Stonyhurst College v Lancashire, kde byl vzděláván jezuity. Poté odešel do katolického semináře ve Francii, kde měl studovat na kněze, ale přešel do Université de France v Poitiers, kde se věnoval klasickým studiím. Tam také přehodnotil svůj postoj ke kněžskému povolání a místo této varianty se rozhodl pokračovat v kariéře akademické. Na svých četných cestách po Evropě dosáhl schopnosti plynně hovořit jak ve francouzském tak i německém jazyce.
V době vypuknutí první světové války byl Frank Foley studentem filozofie v Hamburku. Jako britskému občanovi mu v Německu hrozilo zatčení nepřátelskou mocí. Situaci vyřešil tak, že uprchl do přístavního města Emden, jež leží na řece Emži v Dolním Sasku na severozápadě Německa. Odtud se pak s pomocí nějakého rybáře dostal do neutrálního Holandska a následně se pak ve své domovské zemi připojil k britské armádě.
Nakonec Frank Foley absolvoval Královskou vojenskou akademii v Sandhurstu (Royal Military Academy Sandhurst, zkráceně RMAS) a dne 25. ledna 1917 byl přidělen jako druhý poručík (second lieutenant) k Hertfordshirskému pluku (Hertfordshire Regiment). Dne 20. září 1917 byl dočasně ustanoven kapitánem, když velel pěchotní rotě 1. praporu Hertfordshirského pluku. Později byl zařazen k 2./6. praporu Severního Staffordshirského pluku (zde byl zmiňován v oficiálních vojenských hlášeních).
Již v hodnosti druhého poručíka byl Frank Foley poslán na západní frontu, kde byl těžce zraněn. Po svém zotavení se stal zpravodajcem a převzal dohled nad špionážní sítí ve Francii, Belgii a Nizozemsku (viz dále).

### Vstup do tajné služby
Příběhu o jeho útěku z Německa jakož i jeho jazykových schopností si všiml někdo z Válečného úřadu. Frank Foley byl povzbuzen v tom, aby se ucházel o místo ve zpravodajském sboru. Dne 25. července 1918 byl Foley povýšen na poručíka. V červenci roku 1918 se Foley stal součástí malé zpravodajské jednotky, která měla na starosti nábor a provozování agenturních sítí složených z tajných agentů ve Francii, Belgii a Nizozemsku. Po příměří (11. listopadu 1918; konec 1. sv. války) působil Foley krátkou dobu v mezistátní spojenecké vojenské kontrolní komisi v Kolíně nad Rýnem. Dne 19. dubna 1920 se vzdal své dočasné hodnosti kapitána, ale přesto v prosinci následujícího roku (1921) odešel z aktivní služby v armádě (do zálohy) s hodností kapitána.
Po skončení práce v mezistátní spojenecké vojenské kontrolní komisi mu bylo následně nabídnuto místo pasového kontrolního důstojníka na britské diplomatické misi v hlavním městě Německa v Berlíně, jež bylo ale krytím Foleyho hlavních povinností, které vyplývaly z jeho funkce vedoucího berlínské pobočky britské tajné zpravodajské služby (MI6). Během dvacátých a třicátých let dvacátého století (přesněji v letech 1922 až 1939) byl Foley úspěšný jak v náboru agentů, tak i při získávání klíčových podrobností zpravodajského charakteru o aktivitách německého vojenského výzkumu a vývoje.
Za pasovým oddělením britského velvyslanectví v Berlíně se skrývalo operační středisko MI6. Původním předmětem Foleyovy pozice bylo sledování pohybu a aktivit sovětských vyzvědačů a agitátorů ve střední Evropě. Ve 30. letech 20. století se Foleyova práce zaměřila na stále agresivnější politiku jeho hostitelské země – Německa.
Zatímco mnozí odsoudili a kritizovali nacistické diskriminační zákony, Frank jednal. S malým ohledem na svou osobní bezpečnost zaujal postoj proti zlu. Přestože se Frank vystavil významnému osobnímu riziku, rozhodl se pomoci. Věděl, jak zlé důsledky by mělo, pokud by byl chycen.
Vedoucí MI6 Alex Younger, O Franku Foleyovi, 
Frank Foley je primárně označován jako Britský Schindler (British Schindler). V roli pasového kontrolního důstojníka pomáhal tisícům Židů uprchnout z nacistického Německa. U mezinárodního tribunálu (v roce 1961), před nímž stál německý nacistický funkcionář a válečný zločinec, jeden z hlavních organizátorů holocaustu Adolf Eichmann, byl Frank Foley popsán jako Červený bedrník (Scarlet Pimpernel) pro způsob, jakým riskoval svůj vlastní život, aby zachránil Židy ohrožené smrtí před nacisty organizovanou genocidou.
Frank Foley nebyl chráněn diplomatickou imunitou a proto mohl být kdykoliv zatčen. Pravidla pro označování pasů a vydávání víz si přizpůsobil („ohnul“) tak, aby s takto vydanými či označenými dokumenty mohli Židé „legálně“ uprchnout z Německa do Británie nebo do Palestiny, jež byla tehdy pod britským mandátem. V některých případech šel Foley ještě dále a to když dostával Židy pryč z internačních táborů, schovával je ve svém domě a pomáhal jim získat padělané pasy. Jeden z židovských humanitárních pracovníků odhadl, že Frank Foley zachránil „desítky tisíc“ lidí před holocaustem.

### Druhá světová válka
Po vypuknutí druhé světové války fašistické policejní orgány v Německu označily Franka Foleyho za důležitou zájmovou (cílovou) osobu. Na jaře 1940 zařadila hlavní kancelář Říšské bezpečnosti v Berlíně (Reichssicherheitshauptamt) Franka Foleyho na seznam speciálně hledaných občanů Velké Británie (G.B.). Jednalo se o jakýsi adresář osob, které, pokud by německý Wehrmacht úspěšně napadl a obsadil britské ostrovy, by měly být obzvlášť přednostně hledány a zatýkány speciálními komandy SS, jež měla následovat hned po německých invazních (okupačních) jednotkách.
V letech 1939 a 1940 byl Foley v Norsku pasovým kontrolním důstojníkem. Za první světové války bylo Norsko neutrální. V roce 1940 bylo přepadeno Německem a přes odpor (o významný přístav Narvik na severu bojovali po boku Norů i Britové svou plnou válečnou silou) bylo obsazeno. Po obsazení Norska byl Frank Foley přidělen k vrchnímu velitelství (C–in–C) norských ozbrojených sil v poli. Za službu v jejich řadách obdržel Královský norský rytířský řád svatého Olafa.
Frank Foley a Margaret Reid, jeho asistentka, opustili Oslo během německého postupu dne 9. dubna 1940 a odcestovali do Lillehammeru a Åndalsnes. Před odchodem z Osla Foley a Reid spálili dokumenty na britském vyslanectví. Foley pomohl norskému vrchnímu veliteli (C–in–C), generálu Otto Rugeovi, kontaktovat Británii a požádat ji o pomoc proti útočníkovi. Foley měl svůj vlastní rádiový vysílač, který umožnil generálu Otto Rugeovi komunikovat s Londýnem nezávisle na norských (pozemních) pevných linkách. Margaret Reid byla odbornicí na šifry, která kódovala zprávy odesílané do Británie. Až do příjezdu ministra Cecila Dormera (16. dubna 1940) vystupoval Frank Foley vůči norským státním orgánům jako zástupce UK (Spojeného království). Frank Foley a Margaret Reid byli evakuováni z města Molde britským námořnictvem 1. května 1940. V Åndalsnes se Frank Foley pravděpodobně setkal s Martinem Lingeem, který působil jako styčný důstojník.
Dne 1. ledna 1941 byl kapitán Frank Foley vyznamenán Řádem svatého Michala a svatého Jiří (CMG) za své služby pro ministerstvo zahraničí. V roce 1941 dostal Foley za úkol provést výslech Hitlerova zástupce nacistického politika Rudolfa Hesse po Hessově příletu do Skotska. (Frank Foley tak byl vůbec prvním britským zaměstnancem SIS, který vyslýchal Rudolfa Hessa poté, co padl do britských rukou.) Poté, co byl Rudolf Hess v roce 1942 hospitalizován, pomáhal Foley koordinovat MI5 a MI6 při provozování rozvědné sítě dvojitých agentů systému dvojitého kříže (Double Cross).

### Po druhé světové válce
Velmi brzy po skončení druhé světové války se Foley vrátil do Berlína, kde se (pod dohledem asistenta generálního inspektora odboru veřejné bezpečnosti kontrolní komise v Německu) podílel na „lovu“ bývalých SS válečných zločinců.
V roce 1949 odešel Frank Foley do důchodu, žil v Stourbridge, v hrabství Worcestershire, kde také v roce 1958 zemřel. Je pohřben na hřbitově v Stourbridge. Dne 27. dubna 1961 uveřejnil britský bulvární deník Daily Mail vydávaný v Londýně příběh, jež napsala vdova po Franku Foleym (Katharine Eva Foley) a pojednávající o Frankovo aktivitách při záchraně mnoha Židů pomocí víz do Spojeného království. V textu pisatelka uváděla, jak (v případě nemožnosti vydat osobě vízum do Británie) kontaktoval Frank Foley své přátele, kteří pracovali na ambasádách jiných národů, kteří mu pomohli udělit vízum do zemí, jež zastupovali. Katharine Eva Foley zemřela dne 15. dubna 1979 v jejím domě v Sidmouth v hrabství Devon.

## Vyznamenání a ocenění
- Frank Foley (jako člen ozbrojených sil) byl uveden během první světové války v oficiálních vojenských zprávách (MiD) (napsaných jeho nadřízeným důstojníkem) a zaslaných vrchnímu velení s vylíčením jeho statečných nebo záslužných činu „tváří v tvář nepříteli“.[9][p 8]
- Královský norský Rytířský kříž – Řád svatého Olafa v roce 1941.[9]
- Řád svatého Michala a svatého Jiří (CMG) udělený 1. ledna 1941.[20]
- Spravedlivý mezi národy oceněn in memoriam v říjnu 1999 v Izraeli.[23]
- Britský hrdina holocaustu[p 9] – Frank Foley byl oceněn in memoriam v roce 2010.[24][25]

## Posmrtné uznání
- Podle pravidel izraelského památníku Yad Vashem, která platí pro přiznání označení Spravedlivý mezi národy, byly činy Franka Foleyho zkoumány na základě přímého výsledku svědectví „živých svědků“, kteří byli nalezeni Michaelem Smithem[p 10] při zkoumání biografie (životopisu) Franka Foleyho. Předseda Vzdělávacího trustu o holocaustu (Holocaust Educational Trust) Lord Janner[p 11] byl nápomocen při přesvědčování výboru při památníku Yad Vashem, aby jeho členové prozkoumali důkazní materiál ohledně Franka Foleyho. Někteří členové tohoto výboru byli zpočátku skeptičtí co se týče faktu, že by důstojník britské zpravodajské služby MI6 neměl diplomatickou imunitu. Historik ministerstva zahraničí Gill Bennett nalezl a předložil dříve utajované dokumenty, které skutečnost, že Frank Foley neměl imunitu jasně prokázaly. (Jednalo se o fotokopii titulní strany prvního diplomatického pasu Franka Foleyho s datem vydání 11. srpna 1939.)[11]

- V roce 2004 byla Franku Foleyovi věnována pamětní deska umístěná u vchodu do parku Mary Stevens (Norton, Stourbridge, Stourbridge, West Midlands.[26]

- Následující rok (2005) dobrovolníci z Highbridge (rodiště Franka Foleyho) získali peníze na realizaci vlastního památníku.

- Realizace sochy byla svěřena sochaři jménem Jonathan Sells a byla slavnostně odhalena na výroční Den vítězství v Evropě (Victory in Europe Day),[p 12] který připadá na 8. května, což je shodou okolností i výroční datum úmrtí Franka Foleyho (8. května 1958).[27]

- Dálnice Franka Foleyho (Frank Foley Parkway) mezi Highbridge a Burnham-on-Sea byla otevřena dne 7. července 2009.

- V roce 2007 byl životopisný film o Franku Foleyovi ve stádiu plánování. Jeho producenti podnikli právní kroky proti MI6 za účelem uvolnění (odtajnění) dosud utajovaných dokumentů souvisejících s Frankovo prací.[28]

- Dne 24. listopadu 2004 (při příležitosti 120. výročí narození Franka Foleyho) se potomci Franka Foleyho, příbuzní zachráněných osob, zástupci židovských organizací, britští poslanci, další sympatizanti a jeho příznivci sešli na britském velvyslanectví v Berlíně u příležitosti odhalení pamětní desky na počest Franka Foleyho. Na ceremoniálu ministr zahraničních věcí John Whitaker Straw (* 3. srpna 1946) ocenil Foleyho hrdinství těmito slovy:[29]

Frank Foley riskoval svůj život, aby zachránil životy tisíců německých Židů. Bez ochrany diplomatické imunity navštěvoval internační tábory a ve svém domě poskytoval přístřeší židovským uprchlíkům. Frank Foley byl skutečný britský hrdina. Je správné, že bychom jej měli vzpomenout právě zde na britském velvyslanectví v Berlíně nedaleko místa, kde kdysi pracoval.
John Whitaker Straw,  O hrdinství Franka Foleyho, 
- Dne 31. května 2009 byla v Sternbergovo londýnském centru (London's Sternberg Centre)[p 13] odhalena pamětní deska věnovaný Franku Foleovi. Desku odhalovala Cherie Blair.[p 14]

- V roce 2010 byl Frank Foley oceněn in memoriam britskou vládou národní cenou Britský hrdina holocaustu.[24][25][p 9]

- V roce 2012 britský ministr zahraničí William Hague odhalil pamětní desku věnovanou Franku Foleyovi na židovském hřbitově Hoop Lane v Golders Green v Londýně.[30][p 15]

- Franku Foleyovi je věnován také autobus společnosti National Express West Midlands.[31][p 16]

- Dne 18. září 2018 princ William, vévoda z Cambridge, odhalil sochu majora Franka Foleyho ve městě West Midlands v Stourbridge za přítomnosti Foleyova synovce Stephena Higgse.[32]

Odvážné činy Franka Foleyho zachránily 10 tisíc Židů před téměř jistou smrtí z rukou nacistů - je příkladem pro nás pro všechny v tom, že je důležité povstat i za těch nejtěžších okolností. ... Když poučujeme další generaci o temnotě a ničivé síle holocaustu máme štěstí, že můžeme ukázat na pár lidí, kteří riskovali svůj vlastní život, aby zachránili ostatní. Jsme rádi, že jeho (Foleyho) činy budou tímto trvalým způsobem připomínány.
Karen Pollock, výkonná ředitelka Britského vzdělávacího trustu o holocaustu (UK Holocaust Educational Trust),  O hrdinství Franka Foleyho, 

## Zajímavost
Frank Foley je také jméno a příjmení jedné z hlavních postav ve filmu Out of Control – Gefahr aus nächster Nähe (Mimo kontrolu – Nebezpečí zblízka). Jedná se o thriller americké produkce z roku 2001, který se v originále jmenuje The Hostage Negotiator, má stopáž 87 minut a režíroval jej americký filmový režisér, scenárista a filmový producent Keoni Waxman (* 1968). Postavu Franka Foleyho ztvárnil herec texaského původu Michael Bowen. Jeho filmovou manželku (ve snímku se jmenuje Theresa Foley a je zaměstnána u FBI) hraje americká herečka Gail O'Grady.

## Další čtení
- Michael Smith. Foley: The spy who saved 10,000 Jews. (Foley: Špion, který zachránil 10 tiséc Židů) Hodder, 1999. ISBN 0-340-76603-4.
- Burnham and Highbridge Weekly News. Kevin Spacey or Anthony Hopkins for Frank Foley Film?. – Kevin Spacey nebo Anthony Hopkins ztvární roli Franka Foleya ve filmu?
- Daily Telegraph: Mrs Foley's diary solves the mystery of Hess, by Michael Smith – Deník paní Foleyové řeší tajemství Hesse, od Michaela Smitha
- BBC: Inside Out: Foley The Quiet Briton – Naruby: Foley klidný Brit
- Burnham and Highbridge Weekly News. Cherie Blair could help Foley Film – Cherie Blair[p 14] může pomoci filmu o Foleym)